# Milo moje – Dom sportova
Milo moje – Dom sportova je album uživo Miroslava Škore s koncerta održanog u Domu sportova 2003. godine.

## Popis Pjesma
1. Tamo gdje je dom (5:55)
2. Milo moje (4:51)
3. Čet'ri vitra (gost: Tin Samardžić) (4:27)
4. Ne vjeruje srce pameti (gosti: Folklorni ansambl "Turopolje") (4:27)
5. Ne reci ne (3:04)
6. Garavušo garava (3:22)
7. Tajna najveća (gošća: Ivana Radovniković) (4:32)
8. Dvorište (gost: Rafael Dropulić) (3:32)
9. Ne dirajte mi ravnicu (4:33)
10. Konji bili, konji vrani (4:27)
11. Maria De La Lovrez (4:21)
12. Moja Juliška (3:34)
13. Šumi, šumi javore (gost: Saša Lozar) (6:23)
14. Mata (5:25)
15. Sude mi (gost: Marko Perković Thompson) (4:30)
16. Reci, brate moj (gost: Marko Perković Thompson; verzija s albuma E, moj narode) (5:25)
17. Otvor' ženo kapiju (3:42)